# Durucaçay
Durucaçay är ett vattendrag i Azerbajdzjan.   Det ligger i distriktet Qəbələ, i den centrala delen av landet, 180 km väster om huvudstaden Baku.
I omgivningarna runt Durucaçay växer i huvudsak lövfällande lövskog. Runt Durucaçay är det ganska tätbefolkat, med 58 invånare per kvadratkilometer.